# Демченко, Василий Дмитриевич
Василий Дмитриевич Демченко (1921—1996) — полковник Советской Армии, участник Великой Отечественной войны, Герой Советского Союза (1945).

## Биография
Родился 8 июня 1921 года в селе Дмитриевское Медвеженского уезда Ставропольской губернии (ныне — Красногвардейский район Ставропольского края) в крестьянской семье. Получил среднее образование.
В 1939 году призван на службу в Рабоче-крестьянскую Красную Армию. В 1941 году окончил Краснодарское военное пехотное училище. С того же года — на фронтах Великой Отечественной войны. К январю 1945 года гвардии капитан Василий Демченко командовал батальоном 283-го гвардейского стрелкового полка 94-й гвардейской стрелковой дивизии 5-й ударной армии 1-го Белорусского фронта. Отличился во время освобождения Польши.
14 января 1945 года батальон Демченко, прорвав полосу обороны противника на Магнушевском плацдарме в районе посёлка Бжозувка-Подосе к югу от польского города Варка, форсировал Пилицу и, преследуя отступающие вражеские части, вышел к шоссе Радом — Варшава.
Указом Президиума Верховного Совета СССР от 27 февраля 1945 года гвардии капитан Василий Демченко был удостоен высокого звания Героя Советского Союза с вручением ордена Ленина и медали «Золотая Звезда».
После окончания войны Демченко продолжил службу в Советской Армии. В 1958 году окончил Военную академию имени Фрунзе. В 1968 году в звании полковника Демченко был уволен в запас. Проживал в Киеве, работал военруком киевской школы № 110.
Позднее переехал в Екатеринбург. Скончался 12 апреля 1996, похоронен на Широкореченском кладбище.
Был также награждён орденами Красного Знамени (22.02.1945), Александра Невского (05.06.1945), Отечественной войны 1-й (06.04.1985) и 2-й степеней (06.09.1944), тремя орденами Красной Звезды (21.04.1944, 30.04.1954, …), рядом медалей, в том числе Медаль «За боевые заслуги» (15.11.1950).